# A Billboard 200 listavezetői 2020-ban

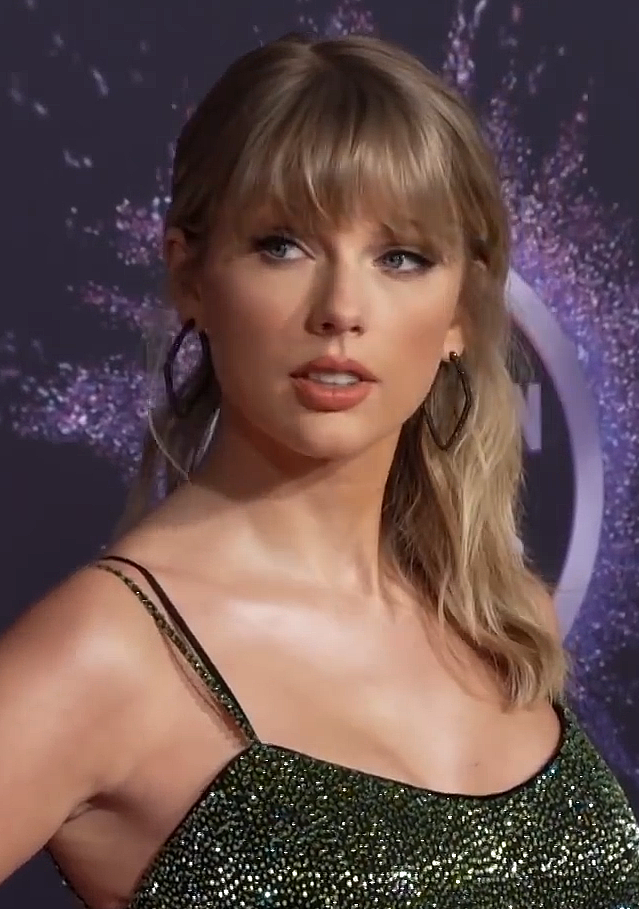
Taylor Swift Folklore albumának volt a legsikeresebb eladási hete (846 ezer példány) az évben, illetve a legtovább első helyezett album volt.

Az alábbi lista az Egyesült Államokban 2020-ban első helyezett albumokat sorolja fel. A legjobban teljesítő albumokat és középlemezeket a Billboard 200 listán gyűjtik össze és a Billboard magazin adja ki. Az adatokat a Nielsen SoundScan gyűjti össze, albummal egyenértékű egységet használva, amely figyelembe veszi az eladott albumokat, az eladott dalokat és streaminget. Egy eladott album, tíz eladott dal az albumról, illetve 1250 streaming szolgáltatáson lejátszott dal számít egy egységnek.
2020. január 18-tól a Billboard figyelembe vette a vizuális platformok streamjeit is, mint a YouTube, illetve a streaming platformok videómegtekintéseit is (Apple Music, Spotify, Tidal és Vevo).
2020-ban Taylor Swift Folklore albumából kelt el a legtöbb példány (1,28 millió) és a legtöbb ideig volt a lista élén, nyolc héttel. Post Malone Hollywood’s Bleeding lemeze volt az év legsikeresebb albuma, de nem szerepelt az évben a lista élén. Három előadónak két lemeze is listavezető volt az évben: a BTS (Map of the Soul: 7 és Be), YoungBoy Never Broke Again (38 Baby 2 és Top), illetve Swift (Folklore és Evermore).

## Lista

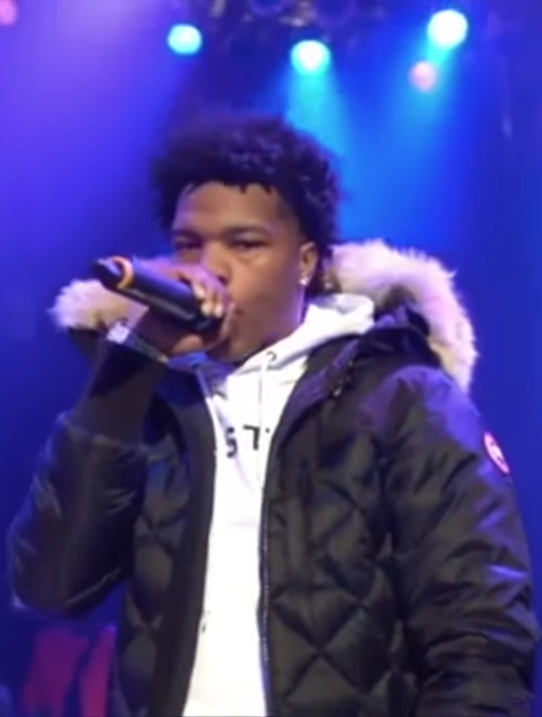
Lil Baby My Turn (2020) öt hetet töltött a lista élén és a rapper karrierjének első listavezető albuma volt.

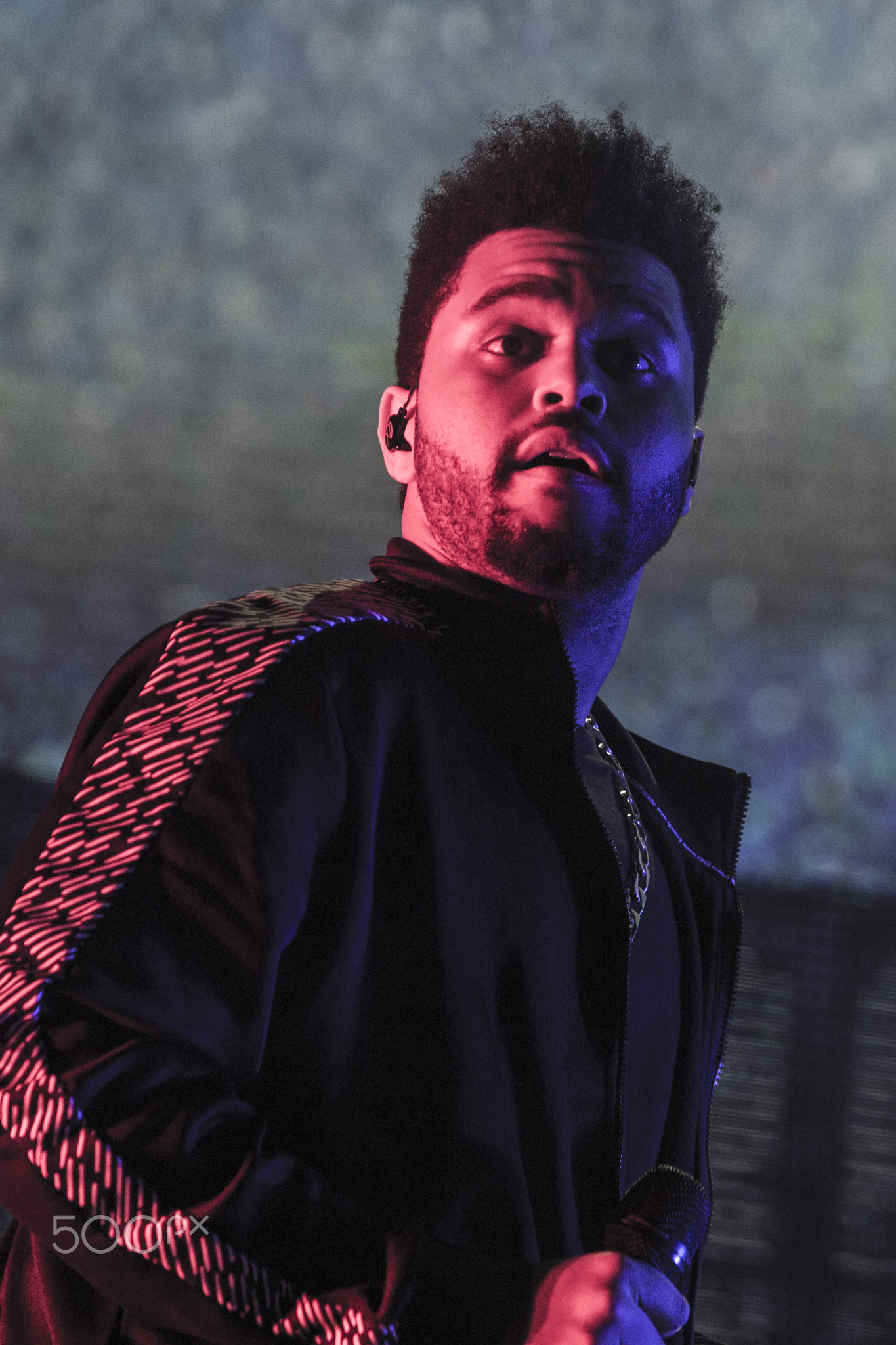
A The Weeknd After Hours lemeze sorozatban négy hétig volt első, negyedik albuma, ami elérte a lista élét.

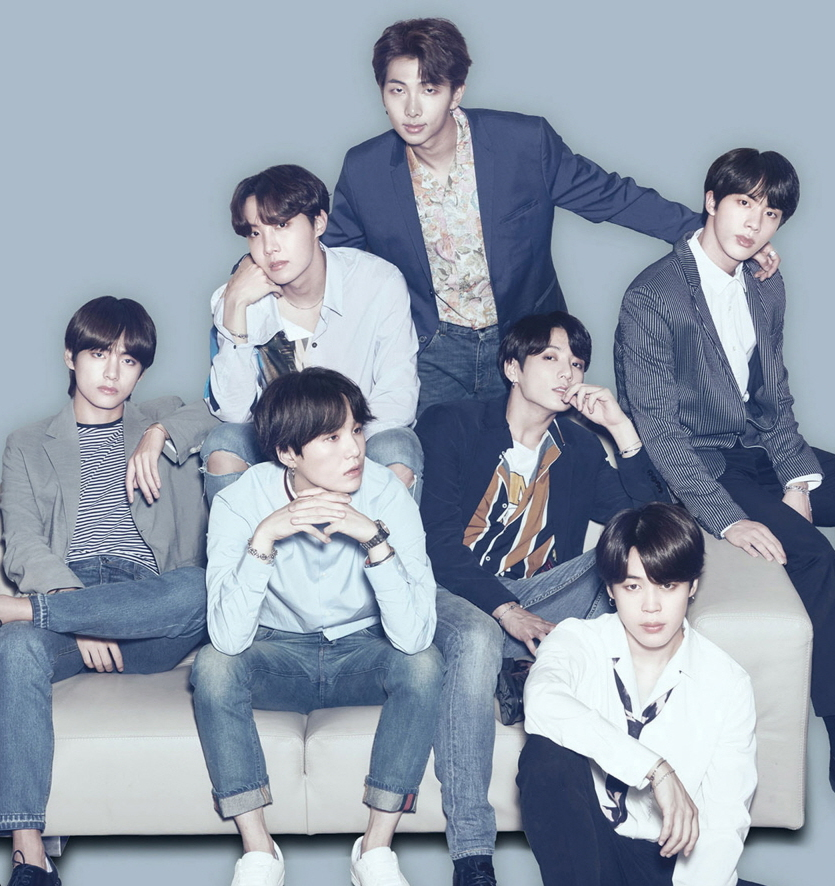
A BTS koreai fiúegyüttesnek két első helyezett albuma is volt. AMap of the Soul: 7 és a Be.

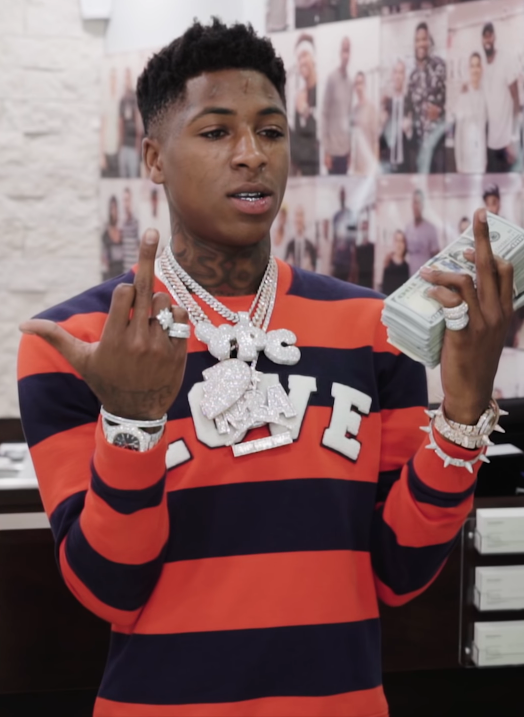
YoungBoy Never Broke Againnek két listavezető albuma volt: a 38 Baby 2 és a Top.

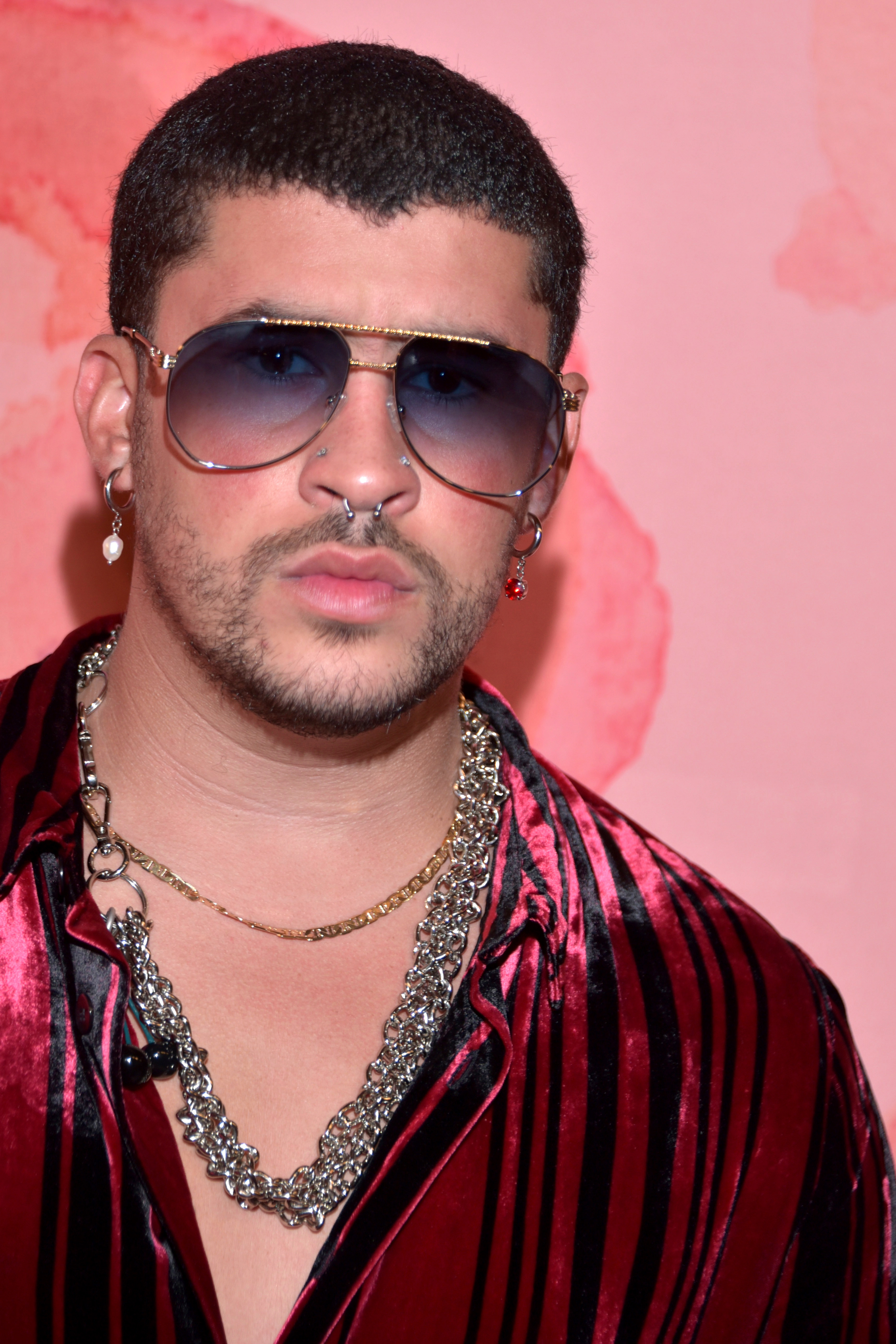
Bad Bunny El Último Tour Del Mundo című albuma volt az első spanyol nyelvű album, amely listavezető volt.

| Az év legsikeresebb albuma Post Malone Hollywood’s Bleeding (2019) lemeze volt, de nem szerepelt a Billboard 200 élén, csak 2019 végén. |

| Dátum          | Album                                 | Előadó(k)                  | For.            |
| -------------- | ------------------------------------- | -------------------------- | --------------- |
| január 4.      | Fine Line                             | Harry Styles               | [ 7 ] [ 8 ]     |
| január 11.     | JackBoys                              | JackBoys és Travis Scott   | [ 9 ] [ 10 ]    |
| január 18.     | Please Excuse Me for Being Antisocial | Roddy Ricch                | [ 11 ] [ 12 ]   |
| január 25.     | Rare                                  | Selena Gomez               | [ 13 ] [ 14 ]   |
| február 1.     | Music to Be Murdered By               | Eminem                     | [ 15 ] [ 16 ]   |
| február 8.     | Please Excuse Me for Being Antisocial | Roddy Ricch                | [ 17 ] [ 18 ]   |
| február 15.    | Funeral                               | Lil Wayne                  | [ 19 ] [ 20 ]   |
| február 22.    | Please Excuse Me for Being Antisocial | Roddy Ricch                | [ 21 ] [ 22 ]   |
| február 29.    | Changes                               | Justin Bieber              | [ 23 ] [ 24 ]   |
| március 7.     | Map of the Soul: 7                    | BTS                        | [ 25 ] [ 26 ]   |
| március 14.    | My Turn                               | Lil Baby                   | [ 27 ] [ 28 ]   |
| március 21.    | Eternal Atake                         | Lil Uzi Vert               | [ 29 ] [ 30 ]   |
| március 28.    | Eternal Atake                         | Lil Uzi Vert               | [ 31 ] [ 32 ]   |
| április 4.     | After Hours                           | The Weeknd                 | [ 33 ] [ 34 ]   |
| április 11.    | After Hours                           | The Weeknd                 | [ 35 ] [ 36 ]   |
| április 18.    | After Hours                           | The Weeknd                 | [ 37 ] [ 38 ]   |
| április 25.    | After Hours                           | The Weeknd                 | [ 39 ] [ 40 ]   |
| május 2.       | Blame It on Baby                      | DaBaby                     | [ 41 ] [ 42 ]   |
| május 9.       | 38 Baby 2                             | YoungBoy Never Broke Again | [ 43 ] [ 44 ]   |
| május 16.      | Here and Now                          | Kenny Chesney              | [ 45 ] [ 46 ]   |
| május 23.      | Good Intentions                       | Nav                        | [ 47 ] [ 48 ]   |
| május 30.      | High Off Life                         | Future                     | [ 49 ] [ 50 ]   |
| június 6.      | Wunna                                 | Gunna                      | [ 51 ] [ 52 ]   |
| június 13.     | Chromatica                            | Lady Gaga                  | [ 53 ] [ 54 ]   |
| június 20.     | My Turn                               | Lil Baby                   | [ 55 ] [ 56 ]   |
| június 27.     | My Turn                               | Lil Baby                   | [ 57 ] [ 58 ]   |
| július 4.      | My Turn                               | Lil Baby                   | [ 59 ] [ 60 ]   |
| július 11.     | My Turn                               | Lil Baby                   | [ 61 ] [ 62 ]   |
| július 18.     | Shoot for the Stars, Aim for the Moon | Pop Smoke                  | [ 63 ] [ 64 ]   |
| július 25.     | Legends Never Die                     | Juice Wrld                 | [ 65 ] [ 66 ]   |
| augusztus 1.   | Legends Never Die                     | Juice Wrld                 | [ 67 ] [ 68 ]   |
| augusztus 8.   | Folklore                              | Taylor Swift               | [ 69 ] [ 70 ]   |
| augusztus 15.  | Folklore                              | Taylor Swift               | [ 71 ] [ 72 ]   |
| augusztus 22.  | Folklore                              | Taylor Swift               | [ 73 ] [ 74 ]   |
| augusztus 29.  | Folklore                              | Taylor Swift               | [ 75 ] [ 76 ]   |
| szeptember 5.  | Folklore                              | Taylor Swift               | [ 77 ] [ 78 ]   |
| szeptember 12. | Folklore                              | Taylor Swift               | [ 79 ] [ 80 ]   |
| szeptember 19. | Detroit 2                             | Big Sean                   | [ 81 ] [ 82 ]   |
| szeptember 26. | Top                                   | YoungBoy Never Broke Again | [ 83 ] [ 84 ]   |
| október 3.     | Folklore                              | Taylor Swift               | [ 85 ] [ 86 ]   |
| október 10.    | Tickets to My Downfall                | Machine Gun Kelly          | [ 87 ] [ 88 ]   |
| október 17.    | Savage Mode II                        | 21 Savage és Metro Boomin  | [ 89 ] [ 90 ]   |
| október 24.    | Shoot for the Stars, Aim for the Moon | Pop Smoke                  | [ 91 ] [ 92 ]   |
| október 31.    | Folklore                              | Taylor Swift               | [ 93 ] [ 94 ]   |
| november 7.    | What You See Is What You Get          | Luke Combs                 | [ 95 ] [ 96 ]   |
| november 14.   | Positions                             | Ariana Grande              | [ 97 ] [ 98 ]   |
| november 21.   | Positions                             | Ariana Grande              | [ 99 ] [ 100 ]  |
| november 28.   | Power Up                              | AC/DC                      | [ 101 ] [ 102 ] |
| december 5.    | Be                                    | BTS                        | [ 103 ] [ 104 ] |
| december 12.   | El Último Tour Del Mundo              | Bad Bunny                  | [ 105 ] [ 106 ] |
| december 19.   | Wonder                                | Shawn Mendes               | [ 107 ] [ 108 ] |
| december 26.   | Evermore                              | Taylor Swift               | [ 109 ] [ 110 ] |